# Николай Трубецкой
Княз Никола́й Серге́евич Трубецко́й (роден на 16 април 1890 г. в Москва – починал на 25 юни 1938 г. във Виена) – виден руски лингвист; известен също и като теоретик и публицист на евразийското движение.

## Биография
Принадлежи към аристократичната фамилия Трубецкие. Син на княз Сергей Николаевич Трубецкой (по онова време ректор на Московския университет) и племенник на княз Е. Н. Трубецкой – и двамата прочути руски философи. Брат на писателя и мемоарист княз В. С. Трубецкой (Владимир Ветов).

### Млад учен
От 14-годишен посещава заседанията на Московското етнографско общество; на 15 години публикува първите си научни статии върху фино-угърското езичество. Изучаването на фолклора естествено е свързано за Трубецкой и със запознаване със съответните езици.
От 1907 г. са първите му сравнително-исторически и типологически изследвания на граматическите системи на северокавказките и чукотско-камчатските езици; но наброските за това изследване изчезват по време на Гражданската война (макар че съветският кавказовед Евгений Бокарьов твърди, че ги е виждал в Ростов малко преди Втората световна война) и са възстановени по памет от Трубецкой по-късно, в емиграция.
През 1908 г. завършва като частен ученик Пета Московска гимназия (където учи само през последната година, през всички останали години е посещаван от учители вкъщи и само в края на годината е полагал изпитите в гимназията) и постъпва в Московския университет – във Философско-психологическия факултет. Следва заедно с Борис Пастернак, по спомени на когото по онова време Трубецкой е увлечен от руската религиозна философия и неокантианството на Марбургската школа. След това се прехвърля в специалност Западноевропейски литератури и накрая – в специалност Сравнително езикознание. Негови учители тук са световноизвестните специалисти по индоевропейска компаративистика Вячеслав Николаевич Шчепкин, Фьодор Евгениевич Корш и Михаил Михайлович Покровски – всички те са следовници на Филип Фортунатов.
През 1912 г. вече е част от първия випуск, завършил Сравнително езикознание, и бива избран за преподавател в същата катедра. През 1913 – 1914 специализира в Лайпциг, където изучава младограматическата школа. Връща се и на 25 г. вече е частен доцент в Московския университет (1915 – 1916), където преподава сравнително езикознание. След Октомврийската революция от 1917 г. заминава за Кисловодск; след това известно време преподава в Ростовския университет.

### Емиграция в България
През 1920 г. емигрира в България; преподава в Софийския университет; издава съчинението „Европа и човечеството“, в което се оказва на ръба на създаването на евразийската идеология. До раждането на евразийската идеология обаче довежда обсъждането на книгата на семинар в Софийския университет, в което участват П. П. Сувчински, Георгий Флоровски, П. Н. Савицки. Раждане на нова идеология, прокламирано в сборника „Исход к Востоку. Предчувствия и свершения. Утверждение евразийцев. Книга 1“ (София, 1921). През 1922 г. се премества във Виена като ръководител на катедра във Виенския университет на мястото на Ватрослав Ягич.
Курсове в Софийския университет:
- Сравнителна морфология на най-главните индоевропейски езици;
- Сравнителна граматика на най-главните индоевропейски езици;
- Основен курс (и курс за напреднали) по санскрит;
- История на религиозната мисъл в Индия.

### Трубецкой и евразийското движение
През 20-те и 30-те години на ХХ век е активен участник в евразийското движение, един от неговите теоретици и политически лидери. Заедно с П. П. Сувчински и П. Н. Савицки влиза в ръководните органи на евразийството (Съвет на Тримата, Съвет на Петимата, Съвет на Седемте). До 1929 г. участва във всички програмни евразийски сборници („Исход к Востоку“ (1921), „На путях“ (1922), „Россия и латинство“ (1923), „Евразийский временник. Книга 1“ (1923), „Евразийский временник. Книга 2“ (1925), „Евразийский временник. Книга 3“ (1927)), в периодичните издания на евразийците (списание „Евразийские хроники“, вестник „Евразия“). Съавтор е на колективните евразийски манифести („Евразийство (опыт систематического изложения)“ (1926), „Евразийство (формулировка 1927 года)“). Публикува няколко книги в Евразийското издателство („Наследие Чингисхана“ (1925), „К проблеме русского самосознания“ (1927)). Като идеолог на евразийството разработва концепциите за многополюсния свят, за славяно-туранските културни взаимодействия, за монголското влияние върху руската политическа история и култура, за идеокрацията, учението за управляващата клика в държавата.
През 1929 г. напуска ръководните органи на евразийското движение – протестирайки срещу просъветската и прокомунистическата насоченост на вестник „Евразия“. Не участва в създаването (1932) и работата на Евразийската партия, но продължава да поддържа лични контакти с П. Н. Савицки, участва в работата на теоретичните евразийски семинари, а през 30-те години на ХХ век започва да сътрудничи на евразийските издания (списание „Евразийски тетрадки“ и др.). Точно тогава заедно с Роман Якобсон развива теорията за евразийския езиков съюз и изобщо евразийското учение за езика във връзка с географския фактор, на основата на онтологическия структурализъм, оформил се в идейното пространство на Пражкия лингвистичен кръжок.

### Емиграция в Австрия
Заедно с това през 20-те и 30-те години на ХХ в. преподава славянски езици и литератури във Виенския университет. В края на 20-те – началото на 30-те години разработва фонологическата теория, с която става известен след смъртта си. Един от участниците и идейните лидери на Пражкия лингвистичен кръжок, един от създателите на славянската структуралистка школа в лингвистиката. В своите лекции по история на руската литература лансира революционните идеи за необходимостта от „преоткриването“ на староруската литература (следвайки преоткриването на руската икона), за прилагането на формалния метод към произведенията на древната и средновековната литература (в частност към „Хождению за три моря“ на Афанасий Никитин), за метриката на руските билини.
Трубецкой е яростен противник на комунизма, бидейки истински православен християнин. Изпълнява длъжността надзорник на руската Николска църква във Виена под юрисдикцията на митрополит Евлогий (Георгиевски) (в края на 20-те години вече под шапката на Московската Патриаршия).
През 30-те години се изказва в печата срещу националсоциализма, виждайки в него вид „биологически материализъм“, също толкова несъвместим с православния светоглед, както и марксисткия „исторически материализъм“. В отговор на опитите на бившия евразиец А. В. Мелера-Закомелски, емигрант в Германия, да сближи позициите на дясното евразийство с руския националсоциализъм Н. С. Трубецкой отпечатва своята теоретична антинацистка статия „За расизма“. Критикува „арийската теория в лингвистиката“, доказвайки, че индоевропейски праезик не е съществувал, а сходствата на езиците от индоевропейското семейство могат да се обяснят с взаимните им влияния в хода на историческото развитие. Тези идеи, споделени в статията му „Мисли по индоевропейския проблем“, стават причина за донос в гестапо от страна на пронацистки настроен австрийски лингвист.
През 1938 г. след аншлуса на Австрия Трубецкой е под наблюдението на Гестапо, привикван е на разпити, арестуван за три денонощия, в квартирата му е извършен обиск. Според П. Н. Савицки от концлагер го спасява само титлата княз. При това обаче голяма част от научните му ръкописи е конфискувана по време на обиска и в крайна сметка изгубена. Според близките му мъката от тази загуба е причината Николай Сергеевич Трубецкой да почине от инфаркт на миокарда, без да излезе от болницата след получаването му.

## Лингвистични теории на Трубецкой
По времето преди Първия международен конгрес на лингвистите в Хага (1928 г.) Трубецкой доразработва някои от идеите на Я. Б. де Куртене и на Фердинанд дьо Сосюр за социалната същност на езика и заедно с чешкия езиковед Вилем Матезиус и с пристигналия в Прага руски учен Роман Осипович Якобсон полага основите на Пражкия лингвистичен кръжок, където се раждат структурното езикознание и фонологията. Неговият класически труд Основи на фонологията (Grundzüge der Phonologie) излиза посмъртно във Виена през 1939 г. В този труд се анализират повече от 100 езика, като българският е един от най-цитираните.
В Основи на фонологията намират отражение идеите за:
- отношението между фонетиката и фонологията;
- учението за смислоразличаването;
- основните понятия на фонологията;
- квалификацията на опозициите;

и други идеи на Трубецкой.

## Интересни факти за Н. С. Трубецкой
- В Пета гимназия, в която Трубецкой учи в последния клас на средното си образование, учат и бъдещите поети Борис Пастернак и Владимир Маяковски. Пастернак е връстник на Н. С. Трубецкой, познават се и дори имат приятелски отношения. Маяковски е три класа по-малък, вероятно с Трубецкой са се познавали само по лице.
- Когато е 15-годишен Н. С. Трубецкой пише писмо на професора по етнография Богораз, в което му споделял своите научни идеи (без да укаже своята възраст). Богораз, възхитен от идеите на младия учен, решава да го посети в дома му, където се натъква на младежа, който в този момент има урок с учител по някакъв предмет от средното училище и Богораз дълго не може да повярва, че не са си направили с него лоша шега.
- През 1905 г. българският историк и общественик Иван Шишманов, в качеството на си на познат на бащата на Николай Трубецкой, подарява на 15-годишния младеж своя книга с автограф: „На бъдещия историк на древните българи!“ (във връзка с увлечението на младия учен по историята на праславяните). През 1920 г., оказвайки се в София, Трубецкой се обръща към Шишманов, и той го препоръчва за доцент в катедрата по сравнително езикознание в Софийския университет. В този момент 30-годишният учен има само 8 отпечатани научни изследвания, нито едно от които по лингвистика. Неговият основен курс „Увод в сравнителното езикознание с особено внимание към основните индоевропейски езици“ събрал в Софийския университет само трима слушатели. Но след около година и нещо Трубецкой вече си е създал име с публикации по лингвистика и история на културата и така получава покана за професор във Виенския университет.
- На Първия конгрес на лингвистите Антоан Мейе нарекъл Трубецкой най-големия ум на съвременната лингвистика.
- Княз Н. С. Трубецкой, който е политически консерватор и православен традиционалист, обичал поезията на Владимир Маяковски.
- Филологът Пьотър Богатирьов наричал Трубецкой, когото познавал лично, истински аристократ и истински демократ едновременно.
- За времето на своята преподавателска кариера Н. С. Трубецкой подготвя около 100 курса по славянски езици и литератури.
- Трубецкой пише с голямо вдъхновение трудове по лингвистика и с голяма неохота пропагандистки статии на евразийски теми. Той се оплаквал, че евразийската пропаганда го е погубила като учен, отнемайки му прекалено много време.
- Книгата „Наследството на Чингис хан“, която се счита за едно от основните съчинения на евразийците, самият Трубецкой смятал за демагогия и пълна с пресилвания и противоречия. Написал я като агитационен текст за не особено грамотните млади комсомолци и червеноармейци в СССР, които трбвало да бъдат запознати с евразийската идеология, затова и я писал, слизайки на тяхното ниво. Трубецкой се съгласил да я отпечата само при условие, че ще я разпространяват в СССР, а не сред емигрантите и на корицата няма да стои неговото име. Когато книгата започва да се разпространява сред емигрантите Трубецкой се възмущава и дори заплашва, че ще напусне евразийското движение.
- Трубецкой не обича руските религиозни философи от по-старото поколение (на първо място членовете на групата „Вехи“ – Бердяев, Струве, Булгаков). Като редактор в евразийските издания е против публикациите на техни текстове в тях.
- Н. С. Трубецкой е страдал от депресия и е търсил помощ при психотерапевт.
- В края на живота си получава стомашно разстройство от лекарствата, които приема за лечението на болното си сърце. По този повод Трубецкой се шегувал: „Какво неудобство е, че човек има толкова много органи“.
- След аншлуса на Австрия с Германия Н. С. Трубецкой се кани да замине със семейството си в САЩ, но му попречва болестта и последвалата я скоропостижна смърт.
- През 1973 г. във Виенския университет е поставена паметна плоча на Н. С. Трубецкой.